# Giovan Battista Nani
Pour les articles homonymes, voir Nani (homonymie).
Giovan Battista Nani, (Jean Baptiste Felix Gaspard Nani), est un historien, né à Venise le 30 août 1616, d'une famille patricienne, mort le 5 novembre 1678 dans la même ville.
Il est à 25 ans ambassadeur de Venise en France, de 1643 à 1668, remplit diverses missions en Allemagne, devient procurateur de Saint-Marc, et est en même temps historiographe, bibliothécaire et archiviste de la République.

## Biographie
Giovan Battista Nani naquit à Venise le 30 août 1616, d’un procurateur de la République. Elevé avec le soin que commandait l’illustration de sa famille, il accompagna son père, nommé à l’ambassade de Rome, en 1638. Après avoir passé par les dignités préparatoires, il fut lui-même envoyé en France, avec le caractère d’ambassadeur, en 1643. Pendant vingt-cinq ans que dura sa mission, il jouit d’un grand crédit auprès du cardinal Mazarin, auquel il donna d’utiles conseils à l’époque du congrès de Munster. Revêtu du titre d’historiographe et d’archiviste de la République, il en refusa les émoluments et fut nommé réformateur de l’Université de Padoue. Ces fonctions, dans la suite, lui furent continuées cinq fois, et il représenta son gouvernement auprès de l’empereur Ferdinand III. Il demeura trois ans à la cour de Vienne, et y revint, quelque temps après, pour complimenter Léopold sur son avènement. Il apprit que, pendant son absence, le Sénat l’avait choisi pour bibliothécaire de St-Marc. À son retour, on jeta les yeux sur lui pour aller réclamer en France des secours pour Candie. Il entama sa négociation au moment où la cour de Louis XIV s’acheminait vers les Pyrénées pour traiter de la paix avec l’Espagne. Dans ces circonstances, Nani obtint tout ce qu’il demanda. La dignité de procurateur de Saint-Marc, la première après celle de doge, lui fut conférée en 1661, et sur la motion qu’il avait faite de réunir en un seul corps toutes les lois de la République, il fut l’un des commissaires nommés pour présider à cette compilation législative, qui parut, par les soins du jurisconsulte Marino Angeli, sous le titre de Legum venetarum compilatarum methodus, 1678, in-4°. Nani mourut le 5 novembre de la même année. Il laissa une Relation de sa seconde ambassade en France, et un Tableau de l’état et des forces de l’Allemagne, l’un et l’autre ouvrage en italien. Mais son grand travail est son Istoria della republica Veneta, dont la première partie fut imprimée en 1679, in-4°, et la deuxième après la mort de l’auteur par les soins d’Ant. Nani, son neveu. Cette histoire, souvent réimprimée, soit à Venise, soit à Bologne, forme les huitième et neuvième volumes de la Collection des historiens de Venise, édition de 1720, in-4°. À la tête du huitième est la Vie de l’auteur, par Pier Caterino Zeno. L’abbé Tallemant en a traduit la première partie, Paris, 1679-1680, 4 vol. in-12. On préfère l’édition de Cologne, 1682, où sont rétablis les passages tronqués ou supprimés dans la première. Cette version, bien médiocre, est encore supérieure à celle de la seconde partie exécutée par Masclary, Français réfugié, Amsterdam, 1702, 2 vol. in-12. Nani, en commençant son Histoire à l’année 1613, l’a reprise de plus haut que l’époque à laquelle Andrea Morosini avait conduit la sienne. Il rattache aux annales de la République les événements contemporains qui y ont rapport. Il règne beaucoup d’ordre dans son plan, beaucoup de clarté dans sa narration ; les détails deviennent plus étendus, lorsqu’on approche des événements les plus récents : on sent que l’auteur est sur son terrain, qu’il parle de ce qu’il a pu observer. Il fait preuve dans son histoire de la dextérité dont Wicquefort le loue comme ambassadeur ; on reproche à cette histoire d’être partiale et ampoulée, grossie de harangues de pure imagination. La diction manque de pureté et se traîne péniblement embarrassée de parenthèses.

## Œuvres
- une Histoire de la république de Venise Historia della Republica Veneta (dal 1613 al 1671), en italien, qui va de 1613 à 1671, et qui a été traduit par François Tallemant, 1679, et par Masclary, 1702. Cette histoire fut continuée par Michele Foscarini et Pietro Garzoni.
  - (it) Giovan Battista Nani, Istoria della repubblica veneta, vol. 1, Domenico Lovisa, 1720 (lire en ligne).
  - (it) Giovan Battista Nani, Istoria della repubblica veneta, vol. 2, Domenico Lovisa, 1720 (lire en ligne).